# Einar Gundersen
Einar Gundersen (Skien, 20 settembre 1896 – Tønsberg, 29 ottobre 1962) è stato un calciatore norvegese, di ruolo attaccante.

## Carriera
Con la Nazionale norvegese prese parte ai Giochi Olimpici del 1920.

## Palmarès

### Club

#### Competizioni nazionali
- Coppa di Norvegia: 3

Odd Grenland: 1915, 1919, 1926